# (4434) Nikulin
(4434) Nikulin es un asteroide perteneciente al cinturón de asteroides, descubierto el 8 de septiembre de 1981 por la astrónoma ucraniana Liudmila Zhuravliova desde el Observatorio Astrofísico de Crimea (República de Crimea).

## Designación y nombre
Designado provisionalmente como 1981 RD5. Fue nombrado Nikulin en honor al actor de cine y cómico soviético ruso Yuri Nikulin.